# Église Saint-Martin de Purgerot
Pour les articles homonymes, voir Église Saint-Martin et Saint-Martin.
L'église Saint-Martin est une église catholique située à Purgerot, en France.

## Localisation
L'église est située sur la commune de Purgerot, dans le département de la Haute-Saône.

## Historique
Purgerot est cité pour la première fois en 1148 dans une charte du cartulaire de l'abbaye de Cherlieu mentionnant des dons pour constituer les fonds de deux granges. Ce document mentionne un sacerdos mais sans préciser s'il desservait la paroisse de Purgerot qui permettrait d'affirmer qu'elle existait à cette date.
L'archevêque de Besançon Humbert de Scey, mort en 1161, émet une charte à une date non précisée mentionnant la donation de l'église de Purgerot à l'abbaye de Cherlieu. Il est probable que cette donation a été faite avant 1156, date à laquelle la comté de Bourgogne entre dans la Maison de Hohenstaufen avec le mariage de Béatrice Ire de Bourgogne avec Frédéric Barberousse car ce dernier confirma alors à l'abbaye de Cherlieu le domaine de Purgerot. L'appartenance de l'église de Purgerot à l'abbaye de Cherlieu est confirmée en 1198 par Odon, archidiacre de Faverney. 
L'église de Purgerot actuelle doit être celle mentionnée par l'archevêque de Besançon. La comparaison de son architecture avec des églises du comté de Bourgogne conduit à dater la construction de la nef au troisième quart du XIIe siècle.
Deux contreforts sont ajoutés au XVIe siècle pour améliorer la stabilité du mur nord. Le contrefort nord-ouest porte la date 1548. Les murs de la nef ont été exhaussés avant le milieu du XVIe siècle en les amenant au niveau des clés des voûtes. Les baies de la nef sont agrandies pour améliorer son éclairage. Deux chapelles sont ajoutées en donnant à l'église un plan de croix latine à la fin du XVIe siècle. Un étage est ajouté au clocher ainsi qu'une tourelle d'escalier dans la troisième travée de la nef côté sud permettant l'accès aux combles.
Le portail de l'église a été remplacé au XVIIe siècle.
Le crépi extérieur est refait en 1857. Les revêtements en plâtre des murs et des voûtes sont refaits en 1865.
L'édifice est inscrit au titre des monuments historiques en 1998.